# Åkerbär
Åkerbär (Rubus arcticus) är en art i hallonsläktet.
Åkerbär är Norrbottens landskapsblomma.

## Beskrivning
Denna växt är liten och sirlig. Kronbladen är oftast mörkt rosenröda, men det finns även en blekrosa variant.
De 3-fingrade bladens skivor är ofta nästan rutformiga. Frukten är mörkröd eller svartröd, och har utsökt arom och smak (vilken kan beskrivas som "en förening av hallon- och smultronsmak").
I sin Flora Lapponica omtalar Linné som skäl för sin långa skildring av denna växt, att den under hans äventyrliga "lapska" resa "med sina bärs vinlika nektar många gånger återeldat honom, då han nästan dignade av hunger och trötthet".
Blommar i juni - juli med enkönade blommor. Både hanblommor och honblommor kan sitta på samma planta.
Mognaden infaller i augusti, men bären mognar endast med svårighet i mellersta Skandinavien, och ännu mindre i södra Sverige. Ymnigast mognar de i Norrlands kusttrakter norr om Hälsingland.

## Habitat
Allmän i norra Asien, i spridda lokaler i norra Nordamerika.
Finns i Sverige norr om ungefär 60° nordlig latitud (utefter en linje från sjön Mjösens norra ände genom Värmland till Stockholm). I huvudsak längs kusten, men kan förekomma även i fjälltrakterna.
Allmän i hela Finland.
Sparsamt i Norge; i södra delarna upp till 1 000 m ö h; i norra Norge upp till 500 m ö h.

## Biotop
Fuktig gräsmark, dikeskanter, vägrenar och skogslegor.

## Förväxlingsart
Åkerbär kan förväxlas med den liknande arten stenbär (Rubus saxatilis), med vilken den för övrigt lätt spontant korsar sig med, om dessa arter växer tillsammans. Hybriden kallas bäverbär (Rubus × castoreus.)
Mörkare exemplar av åkerbäret kan vara så lika vissa mullbärarter att t o m experter kan ha svårt skilja dem åt.

## Odlad korsning
Vid Sveriges lantbruksuniversitets (SLU) försöksstation i Öjebyn har man korsat fram en hybrid mellan åkerbär och alaskaåkerbär (Rubus arcticus ssp. stellatus). Hybriden kallas allåkerbär (Rubus × stellarcticus). Den kan odlas över hela Sverige. Smaken når dock inte helt åkerbärets höjder.

## Användning
Av åkerbär kan göras en delikat sylt. En finsk specialitet är likören Mesimarja, som får sin smak från åkerbär. ”Mesimarja” är det finska ordet för åkerbär.

## Namn

### Etymologi
Arcticus betyder nordlig, arktisk, och härleds från latin Arctos = Norden.
Ursprungligen var Arcticus det grekiska namnet på en stjärnbild, som syntes på den norra stjärnhimlen, antingen Stora eller Lilla björnen; jämför Karlavagnen, Arktis och Antarktis.
Hybriden bäverbärs delnamn Castoreus kommer av latinets Castor, som är namnet på bäversläktet.
Ursprungligen är även Castor namnet på en stjärna som ingår i stjärnbilden Tvillingarna.

### Dialekt
| Namn           | Trakt                 | Ref.  | Kommentar                                                                                                   |
| -------------- | --------------------- | ----- | --- |
| Byttbär        |                       | [ 2 ] | |
| Ikornbär       | Dalarna (Älvdalen)    | [ 2 ] | |
| Jordhallon     | Finland (Ingo)        | [ 2 ] | |
| Jungfrubär     | Hälsingland           | [ 2 ] | Jungfrubär kan avse även den liknande arten stenbär, Rubus saxatilis                                        |
| Vikon, villkon | Finland (Österbotten) | [ 2 ] | Villkon är antagligen bara en förvrängning av vikon, som eventuellt har att göra med vi = ett heligt ställe |
| Åkerbärslyng   | Västerbotten          |       | |
| Åkerbärsris    | Västerbotten          |       | |

## Bilder

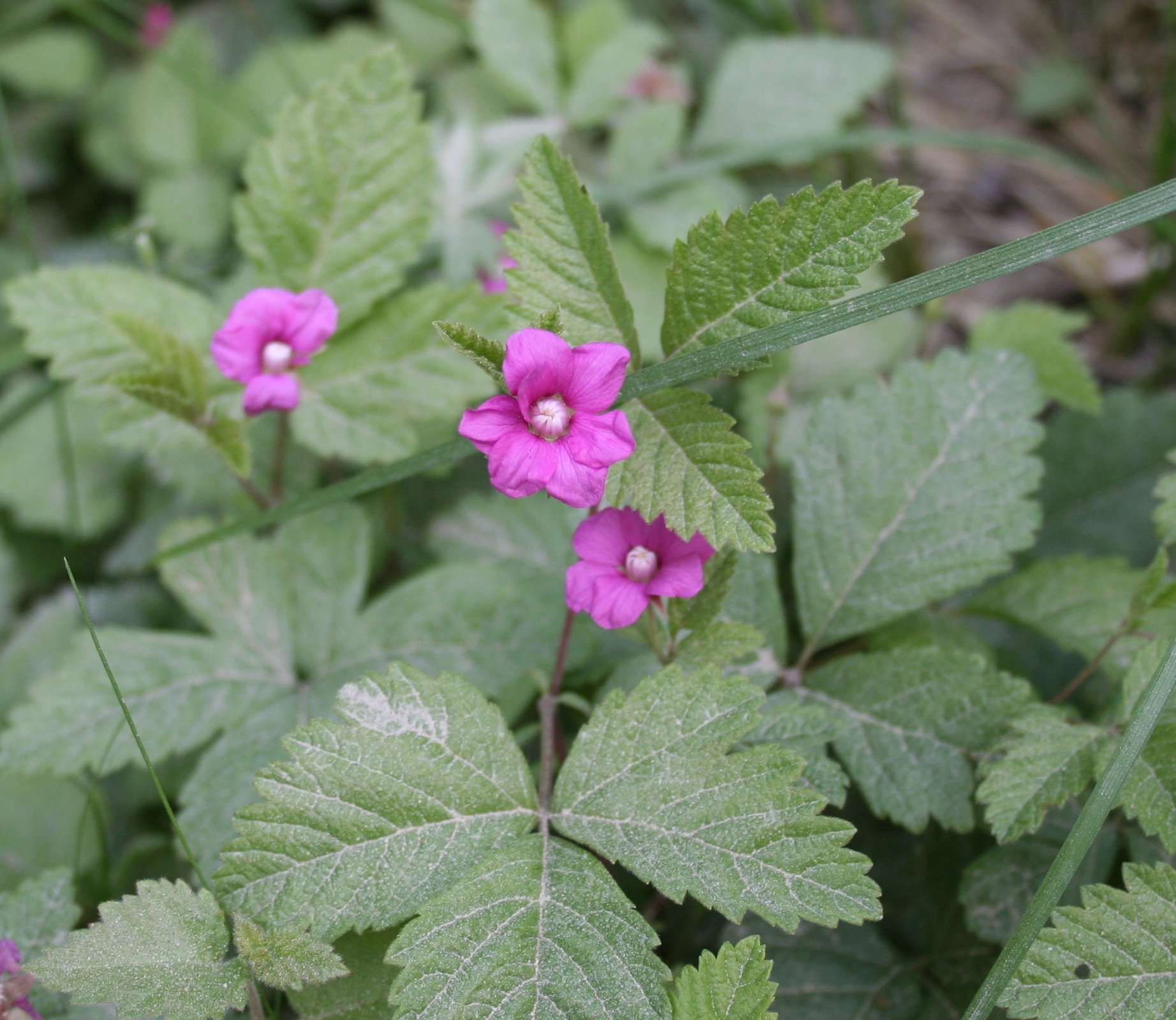
Åkerbärsblommor
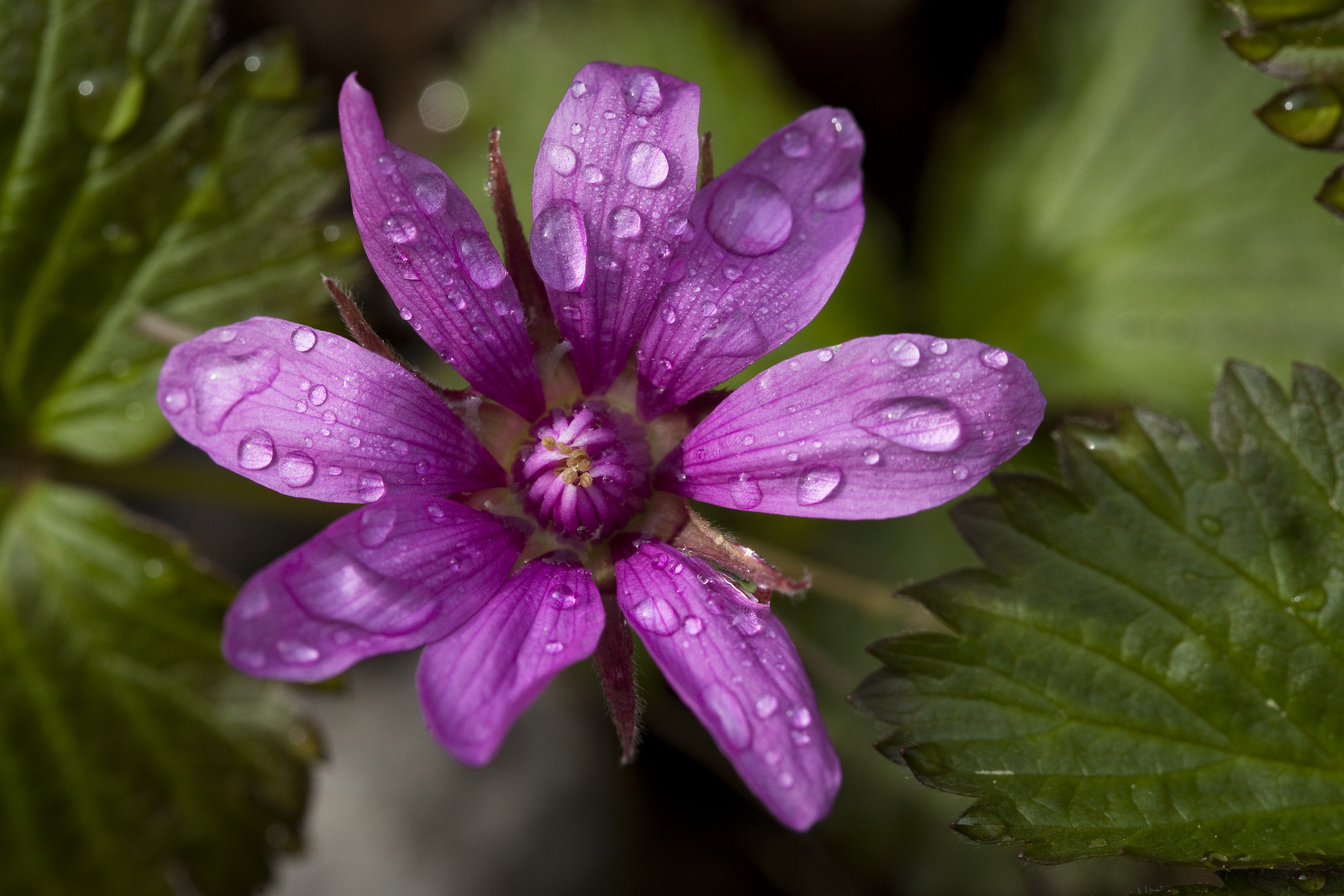
mini
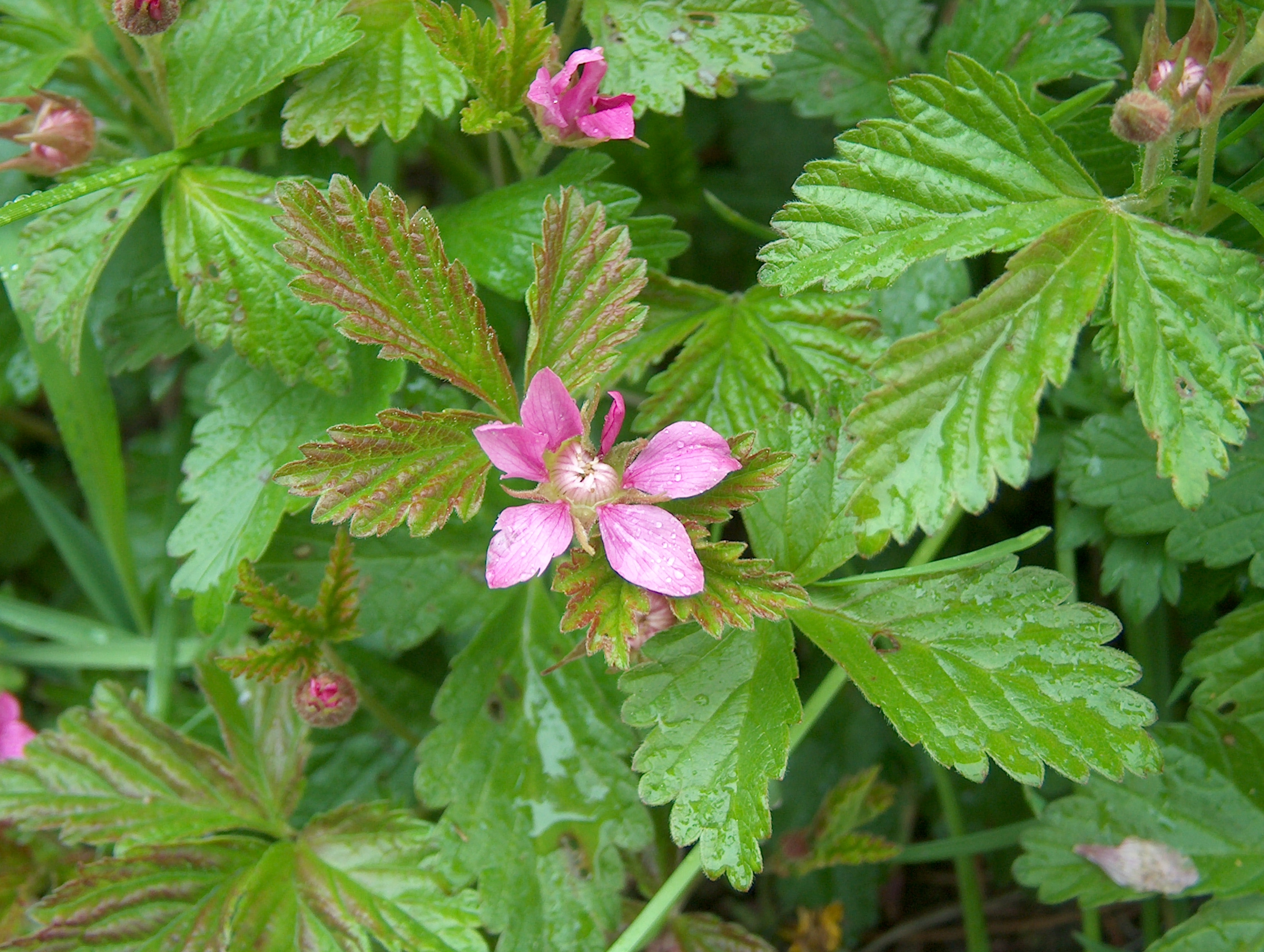
Blekrosa variant av blomman
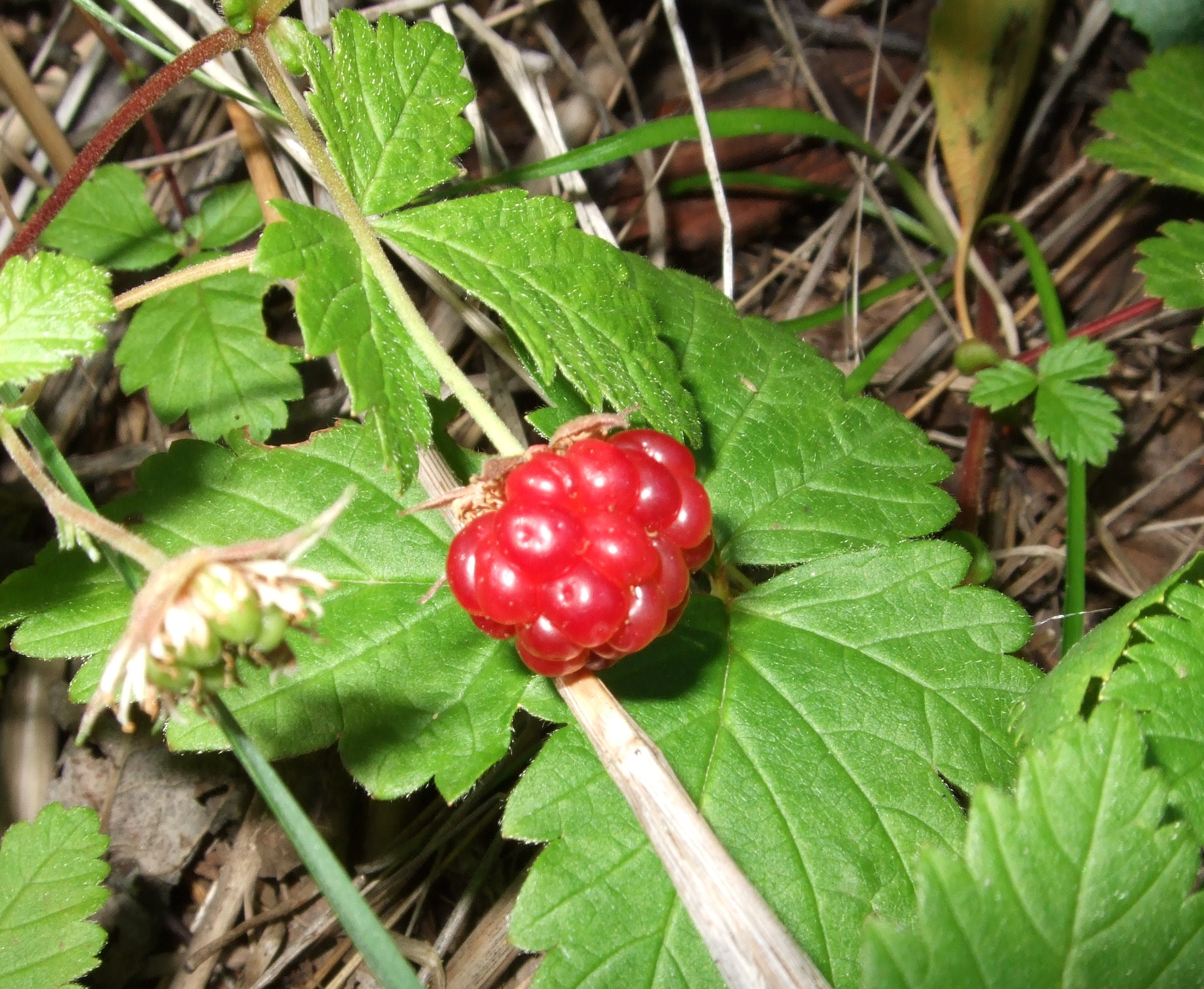
Ett åkerbär
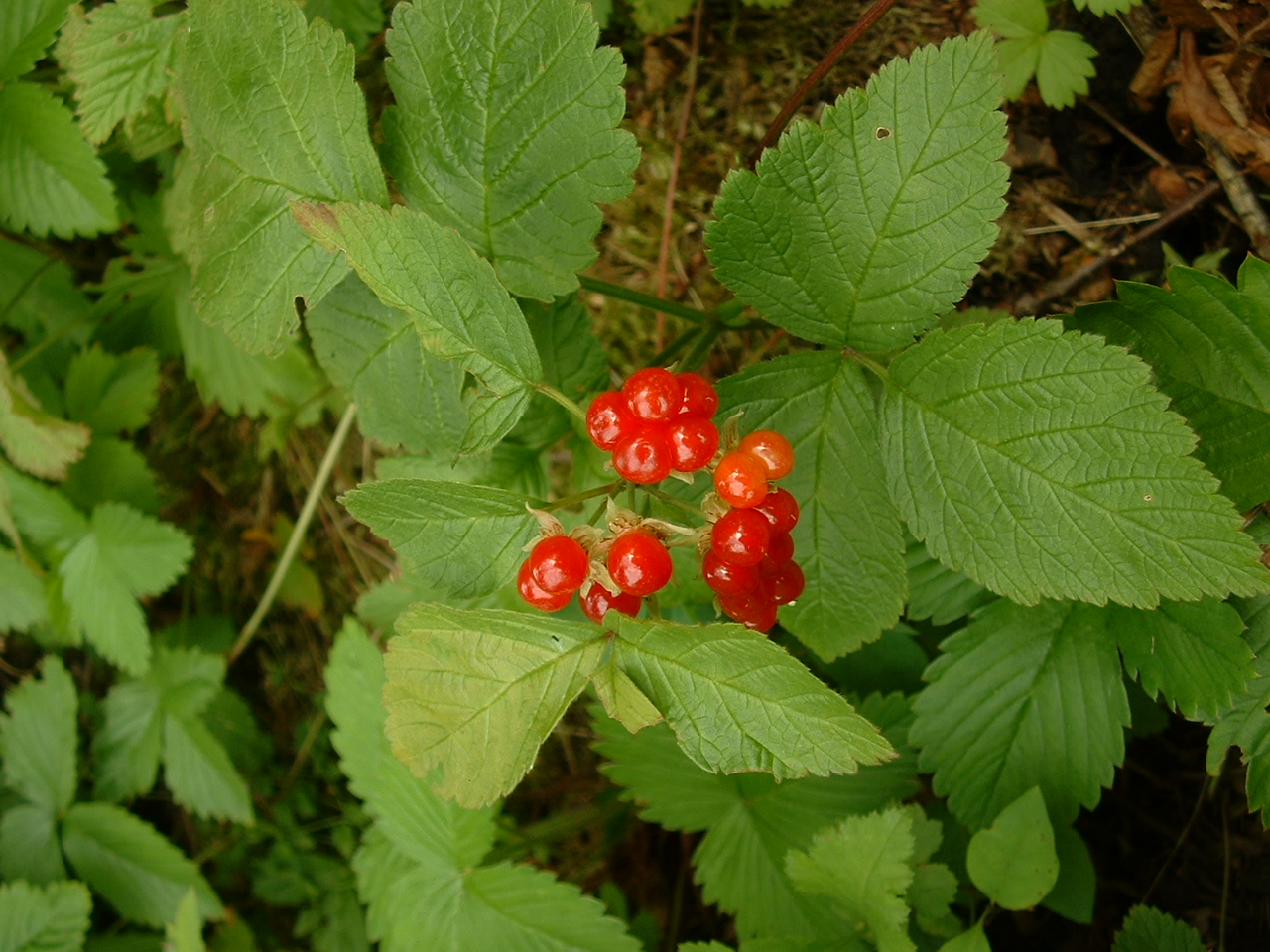
Stenbär

### Utbredningskartor
- Norden
- Norra halvklotet 
  - Gränslinjer finns inlagda för 
Rubus pubescens
ssp. arcticus; ssp. aculis; ssp. stellatus; ssp. fragarioides

### Övrigt
- Den Virtuella Floran
- Åkerbär i Carl Lindman, Bilder ur Nordens flora (andra upplagan, Wahlström och Widstrand, Stockholm 1917–1926)